# Pranten (Bawang)
Pranten is een bestuurslaag in het regentschap Batang van de provincie Midden-Java, Indonesië. Pranten telt 1645 inwoners (volkstelling 2010).